# Colonne d'Antonin le Pieux
Pour les articles homonymes, voir Le Pieux.
La colonne d'Antonin le Pieux ou colonne Antonine (Columna Antonini Pii) est une colonne triomphale élevée en 161 sur le Montecitorio, au nord du Champ de Mars, à Rome, à la mémoire de l'empereur romain Antonin le Pieux (138-161) par ses successeurs, les coempereurs Marc Aurèle et Lucius Vérus.
Il n'en reste actuellement que des vestiges : le piédestal sculpté en marbre, conservé au Vatican, ainsi que des fragments de la colonne de granite.

## Historique

### Édification du monument

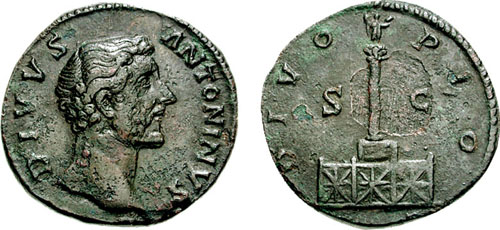
Monnaie d'Antonin, avec la colonne au revers

La colonne fut élevée en 161 à proximité de l'ustrinum d'Antonin le Pieux (enceinte destinée à la crémation). Son  diamètre était d'1,90 m, et sa hauteur de 14,75 m (23 m environ avec le piédestal et la statue de l'empereur Antonin qui la surmontait, attestée par des monnaies émises après sa mort). Le bloc de granite rouge avait été préalablement extrait en 106, comme l'atteste une inscription de carrier située à la base. Le fût était entièrement lisse, contrairement à celui des deux autres colonnes triomphales conservées à Rome jusqu'à nos jours, la colonne Trajane et la colonne de Marc-Aurèle, toutes deux richement ornées de scènes en bas et hauts reliefs.

### Redécouverte
La base de la colonne fut complètement ensevelie au Moyen Âge, mais la partie inférieure du fût émergeait sur une hauteur d'environ 6 mètres. Les vestiges furent redécouverts dans la via degli Uffici del Vaticano en 1703, lors de démolitions, en même temps que l'ustrinum d'Antonin le Pieux. Ils furent entièrement dégagés, mais on ne prit pas immédiatement de décision concernant la restauration de la colonne, et le monument eut encore à souffrir, en 1759, de l'incendie de l'abri sous lequel il était entreposé. Il y eut encore un projet de restauration en 1764, mais il n'aboutit pas. Finalement, des fragments du granite de la colonne furent réutilisés en 1789 pour compléter l'obélisque du Montecitorio.
La base sculptée de marbre blanc d'Italie fut restaurée en 1706-1708 et placée au centre de la piazza di Montecitorio en 1741, avant de trouver sa place aux musées du Vatican, en 1787, lorsqu'on décida de reconstituer à cet endroit l'obélisque solaire d'Auguste. Elle a été longtemps conservée dans la niche de Michel-Ange du cortile della Pigna. Elle se trouve actuellement dans la cour de l'entrée de la pinacothèque.

## Sculptures de la base
La base carrée de marbre blanc est ornée de hauts-reliefs sur trois faces, et d'une dédicace à Antonin le Pieux sur la quatrième.

### Face principale: l'apothéose d'Antonin

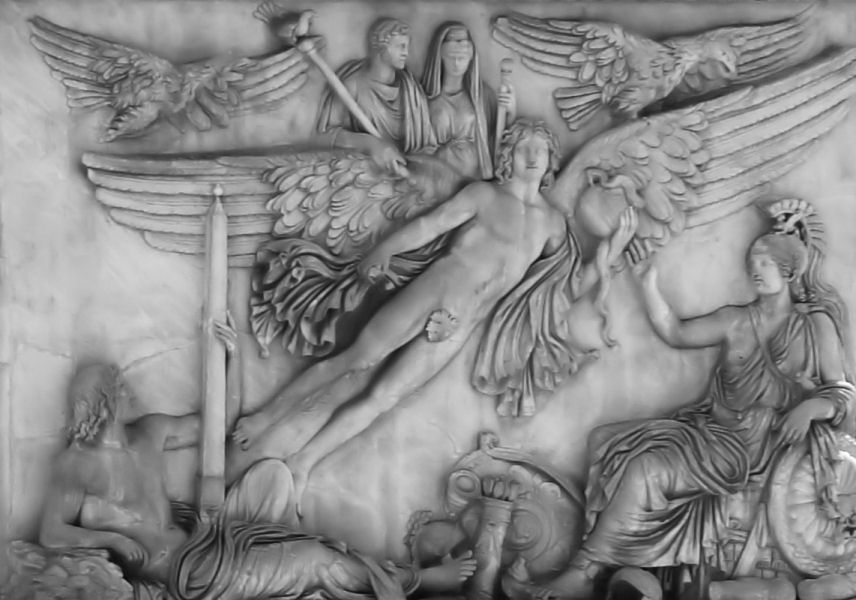
L'apothéose de l'empereur Antonin le Pieux (en haut), accompagné de sa femme Faustine.

Sur la face opposée à la dédicace figure le haut-relief de l'apothéose d'Antonin : l'empereur, portant un sceptre surmonté d'une aigle, est porté au ciel avec sa femme Faustine par un génie ailé souvent identifié à Æon (l'Éternité), portant une sphère armillaire où se dresse un serpent, sous le regard de la déesse Rome casquée et armée d'un bouclier orné d'une figure de Romulus et Rémus allaités par la louve, et du génie du Champ de Mars à gauche, portant l'obélisque solaire d'Auguste (obélisque du Montecitorio). Deux aigles les accompagnent dans les cieux.

### Faces latérales: les cavalcades funèbres

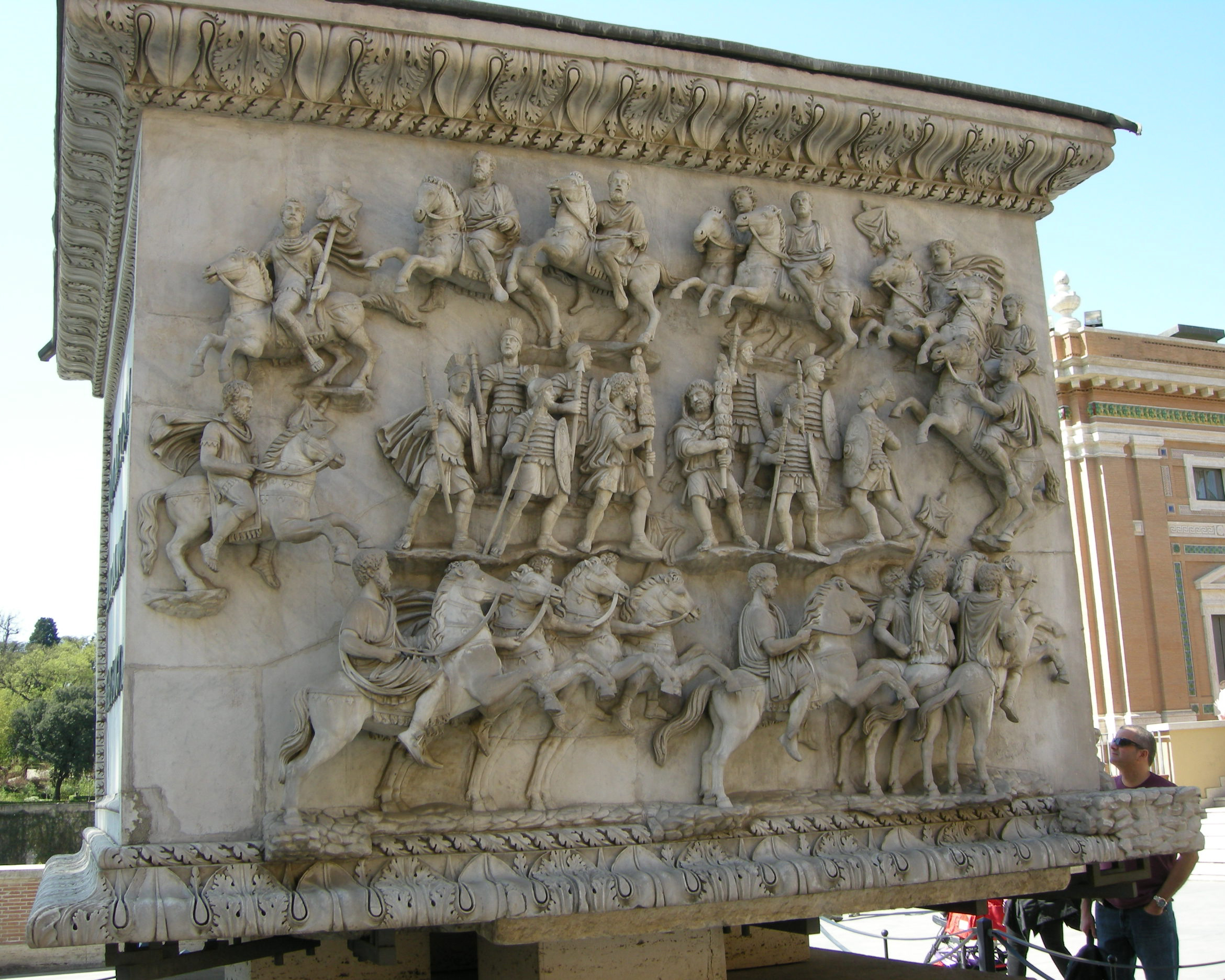
L'une des cavalcades funèbres (la dédicace est visible à gauche).

Les deux autres faces sont ornées de scènes figurant la decursio (cavalcade rituelle autour du bûcher, lors des funérailles). Sur les deux faces presque identiques, des cavaliers entourent des personnages debout : deux sont armés légèrement, et les autres portent toute la panoplie. Ces scènes ont souvent été critiquées pour leur manque d'espace et de perspective, mais aussi pour l'imperfection de leur style. La vue à vol d'oiseau de la manœuvre circulaire encerclant des personnages figurés à hauteur d'homme manque effectivement de réalisme, mais elle est loin d'être dépourvue de sens artistique : ces deux scènes voient leur perspective rétablie de fait lorsqu'on les contemple de près, le regard vers le haut, en contre-plongée.

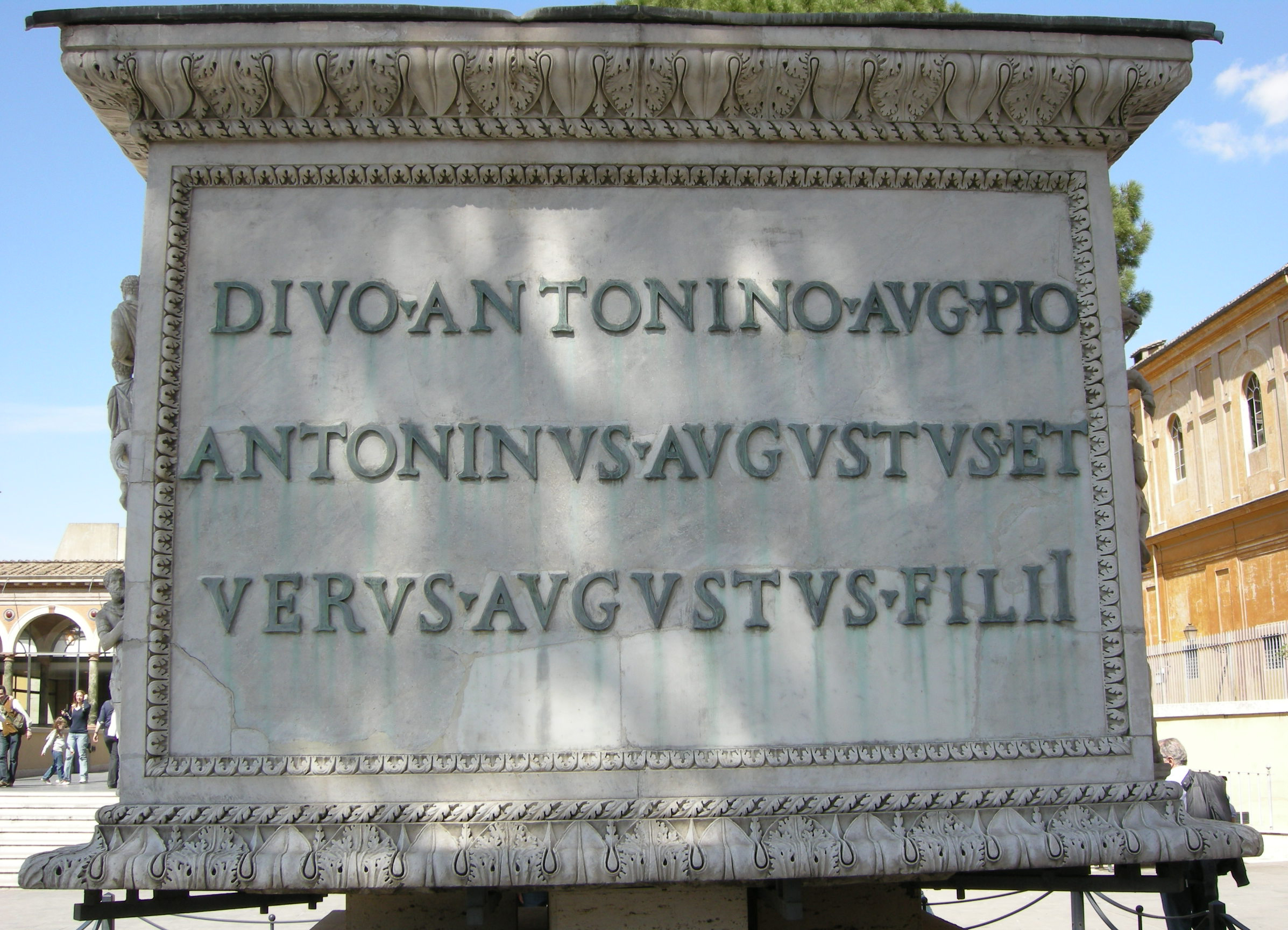
Dédicace à Antonin le Pieux.

### Dédicace à Antonin
DIVO ANTONINO AVG(usto) PIO
ANTONINVS AVGVSTVS ET
VERVS AVGVSTVS FILII
(Au divin Antonin Auguste le Pieux, Antonin Auguste et Vérus Auguste, ses fils.)
Antoninus Augustus et Verus Augustus désignent les deux coempereurs Marc Aurèle et Lucius Vérus.